# STS-131
La missió STS-131 (vol d'assemblatge de l'ISS 19A) fou una missió del programa del transbordador espacial duta a terme pel transbordador espacial Discovery, que fou llançat el 5 d'abril del 2010.
La càrrega principal fou un Mòdul logístic multipropòsit (MPLM). La missió també retirà i substituí un assemblatge de tancs d'amoníac a l'exterior de l'estació i retornà una placa Lightweight Adapter Plate Assembly (LWAPA), situada al mòdul Columbus. Aquesta missió també portà algunes càrregues a bord; fou la missió amb més càrregues útils des de l'STS-107.